# Xã Pleasant Valley, Quận Webster, Iowa
Xã Pleasant Valley (tiếng Anh: Pleasant Valley Township) là một xã thuộc quận Webster, tiểu bang Iowa, Hoa Kỳ. Năm 2010, dân số của xã này là 718 người.